# Мейсон (Нью-Гемпшир)
Мейсон (англ. Mason) — місто (англ. town) в США, в окрузі Гіллсборо штату Нью-Гемпшир. Населення — 1448 осіб (2020).

## Демографія
Згідно з переписом 2010 року, у місті мешкали 1382 особи в 529 домогосподарствах у складі 403 родин. Було 571 помешкання
Расовий склад населення:
| - 98,3 % — білих - 0,7 % — азіатів - 0,1 % — чорних або афроамериканців |

До двох чи більше рас належало 0,7 %. Частка іспаномовних становила 1,1 % від усіх жителів.
За віковим діапазоном населення розподілялося таким чином: 21,7 % — особи молодші 18 років, 68,6 % — особи у віці 18—64 років, 9,7 % — особи у віці 65 років та старші. Медіана віку мешканця становила 44,7 року. На 100 осіб жіночої статі у місті припадало 103,5 чоловіків;  на 100 жінок у віці від 18 років та старших — 104,9 чоловіків також старших 18 років.
Середній дохід на одне домашнє господарство  становив 106 330 доларів США (медіана — 94 653), а середній дохід на одну сім'ю — 114 377 доларів (медіана — 101 364). Медіана доходів становила 71 979 доларів для чоловіків та 61 875 доларів для жінок. За межею бідності перебувало 11,6 % осіб, у тому числі 22,7 % дітей у віці до 18 років та 5,8 % осіб у віці 65 років та старших.
Цивільне працевлаштоване населення становило 859 осіб. Основні галузі зайнятості: виробництво — 22,1 %, освіта, охорона здоров'я та соціальна допомога — 16,4 %, роздрібна торгівля — 14,0 %, науковці, спеціалісти, менеджери — 12,9 %.